# Альто-Парагвай
Альто-Парагвай (ісп. Alto Paraguay ісп. вимова: [ˈalto paɾaˈɣwaj]; Верхній Парагвай) - департамент Парагваю з адміністративним центром у місті Фуерте-Олімпо. В 1992 році департамент Чако об'єднали з Альто-Парагвай, відтворюючи тим самим територію департаменту Олімпо, що існував до 1945 року.

## Природа і національні парки

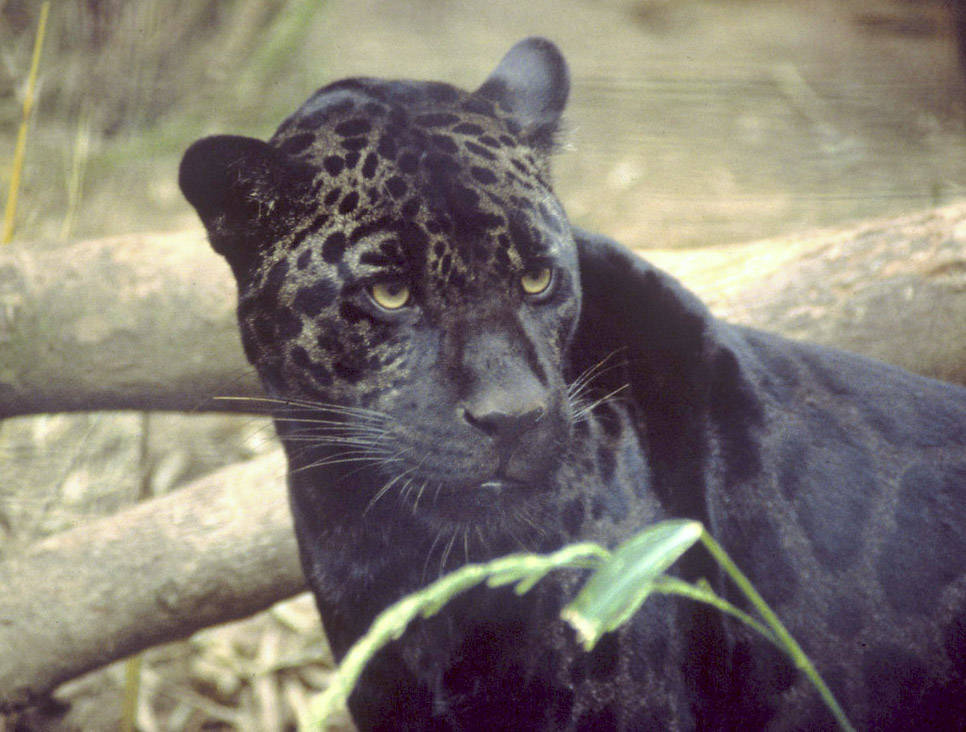
Ягуар в одному з національних парків Альто-Парагваю

Альто-Парагвай містить велику кількість різноманітних природних ресурсів, і саме тому в цьому регіоні розташовані кілька національних парків, кожен зі своїми особливостями. Дефенсорес-дель-Чако - найбільший національний парк Парагваю. Тут знаходиться пагорб Сєрро-Леон, який є найвищою точкою в північній частині Парагваю. Сухий клімат є оптимальним для різних видів кактусів. Інший парк в цьому департаменті, національний парк Ріо-Негору, знаходиться на території з кількома невеликими озерами, тут ареал проживання більшої частини фауни Альто-Парагваю. Інші національні парки, Коронель-Кабрера і Човорека, знаходяться на посушливих територіях.

## Адміністративний поділ

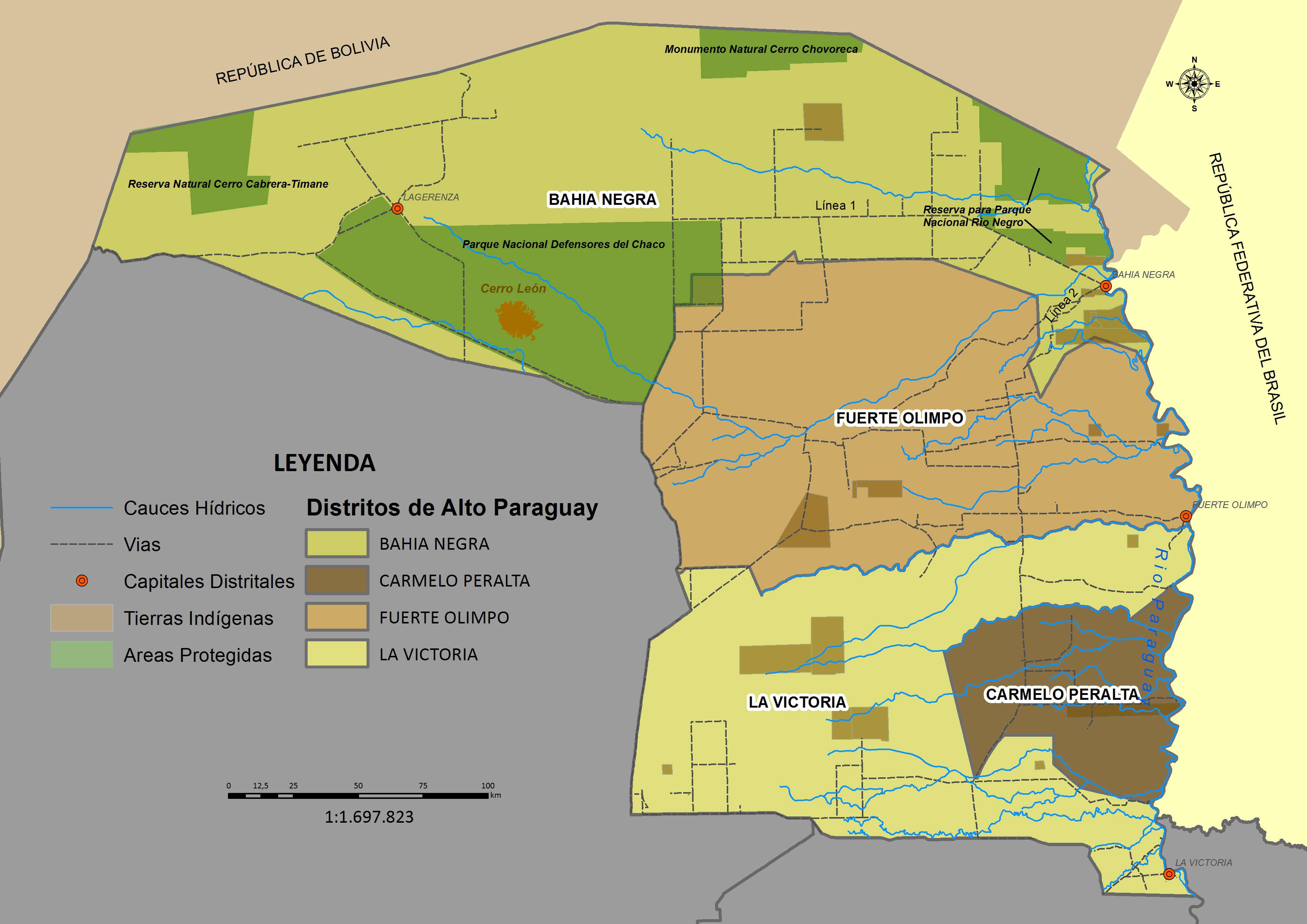
Округи департаменту Альто-Парагвай.

| № | Округи                                             | Площа км² | Населення чол. (2011) |
| - | -------------------------------------------------- | --------- | --------------------- |
| 1 | Баїя-Негра (Bahía Negra)                           | 35057     | 3510                  |
| 2 | Капітан-Кармело-Перальта (Capitán Carmelo Peralta) | 4798      | 3926                  |
| 3 | Фуерте-Олімпо (Fuerte Olimpo)                      | 24271     | 6526                  |
| 4 | Пуерто-Касадо (Puerto Casado)                      | 18223     | 7072                  |
|   | Всього                                             | 82349     | 21034                 |